# Seqocrypta jakara
Seqocrypta jakara är en spindelart som beskrevs av Raven 1994. Seqocrypta jakara ingår i släktet Seqocrypta och familjen Barychelidae. Inga underarter finns listade i Catalogue of Life.